# Vestre Skorvebreen
Der Vestre Skorvebreen (norwegisch für Westlicher Hanggletscher) ist ein breiter Gletscher im ostantarktischen Königin-Maud-Land. Im Mühlig-Hofmann-Gebirge fließt er westlich des Kopfendes des Austre Skorvebreen und südlich des Bergs Breplogen entlang der Westseite des Bergs Svarthamaren.
Norwegische Kartografen nahmen die Benennung vor und kartierten ihn anhand von Vermessungen und Luftaufnahmen der Dritten Norwegischen Antarktisexpedition (1956–1960).